# Computação sustentável
A computação sustentável, também chamada de computação verde, são práticas de design, fabricação, uso e descarte de computadores, chips, componentes tecnológicos e periféricos de maneira que minimizem o impacto ambiental. Isso envolve a diminuição das emissões de carbono e do consumo de energia por parte de fabricantes, data centers e usuários finais. A Computação Sustentável também inclui a utilização de matérias-primas de origem sustentável, a mitigação do lixo eletrônico e a promoção da sustentabilidade através do uso de recursos renováveis.

## Impacto ambiental da computação sustentável
O potencial impacto positivo da Computação Sustentável no meio ambiente é significativo. O setor de tecnologia da informação e comunicações (TIC) contribui com cerca de 1,8% a 3,9% das emissões globais de gases de efeito estufa. Além disso, os data centers são responsáveis por 3% do consumo anual total de energia, uma cifra que dobrou na última década. Segundo um relatório publicado pela Association for Computing Machinery, é essencial reduzir drasticamente as demandas energéticas e as emissões de carbono da computação e do setor de TIC para desacelerar a mudança climática e evitar danos ambientais catastróficos.

## Contribuição para as mudanças climáticas
A computação e a tecnologia em geral têm um papel significativo nas mudanças climáticas, tanto contribuindo para o problema quanto oferecendo soluções potenciais.
Aqui estão alguns exemplos de como a computação impacta as mudanças climáticas e quais medidas podem ser tomadas para diminuir esse efeito.

###### Exemplos
- Consumo de Energia: A computação, especialmente através de data centers e dispositivos digitais, consome grandes quantidades de energia, contribuindo para as emissões de gases de efeito estufa. Por exemplo, os data centers consumem cerca de 200 TWh de energia anualmente, equivalente a cerca de 50 milhões de toneladas de CO2.

- Descarte de Equipamentos Eletrônicos: O ciclo de vida dos equipamentos eletrônicos também contribui para as emissões, desde a produção até o descarte inadequado, o que libera substâncias perigosas para o meio ambiente, ação que ainda é bem comum em muitos países, incluindo o Brasil.[3]

###### Medidas para mitigar o impacto
- Eficiência Energética: Implementar práticas de eficiência energética em data centers e dispositivos digitais pode reduzir significativamente o consumo de energia. Isso inclui o uso de tecnologias de economia de energia, como cooling (técnica ou processo utilizado para diminuir a temperatura de um sistema ou ambiente, sendo fundamental em diversas áreas, desde a produção industrial até o conforto doméstico) mais eficiente e virtualização de servidores.

- Uso Responsável da Tecnologia: Promover o uso responsável da tecnologia, incentivando a reutilização e a reciclagem de equipamentos eletrônicos, podendo reduzir as emissões associadas ao descarte.

- Desenvolvimento de Tecnologias Limpas: Investir em pesquisa e desenvolvimento de tecnologias limpas e sustentáveis, como computação em nuvem verde e hardware eficiente energeticamente, pode ajudar a reduzir o impacto ambiental da computação.

- Inteligência Artificial e Análises Preditivas: Utilizar IA e análises preditivas(processo de usar dados para prever resultados futuros) para otimizar operações e prever tendências climáticas pode ajudar a minimizar o impacto das mudanças climáticas, além de apoiar a tomada de decisões mais sustentáveis .

- Participação Social e Governamental: Fomentar a participação de todos os setores da sociedade e do governo na busca por soluções tecnológicas sustentáveis é crucial. Isso inclui políticas públicas que incentivem a inovação verde e a adoção de práticas sustentáveis.[4]

###### Conclusão
A computação e a tecnologia têm um papel duplo nas mudanças climáticas: enquanto contribuem para o problema através do alto consumo de energia e descarte de equipamentos, também oferecem soluções potenciais para mitigar esse impacto. A chave para uma transição sustentável é a adoção de práticas e tecnologias mais limpas, juntamente com a promoção de um uso responsável da tecnologia.

## Abordagens e princípios da computação sustentável
Existem várias abordagens para alcançar a computação sustentável, como o uso de energia renovável, a melhoria da eficiência energética de hardware e software, e a extensão da vida útil dos dispositivos eletrônicos. Por exemplo, um estudo publicado na Nature Computational Science discute a importância da eficiência energética em supercomputadores e as oportunidades oferecidas pela computação quântica para reduzir o consumo de energia.

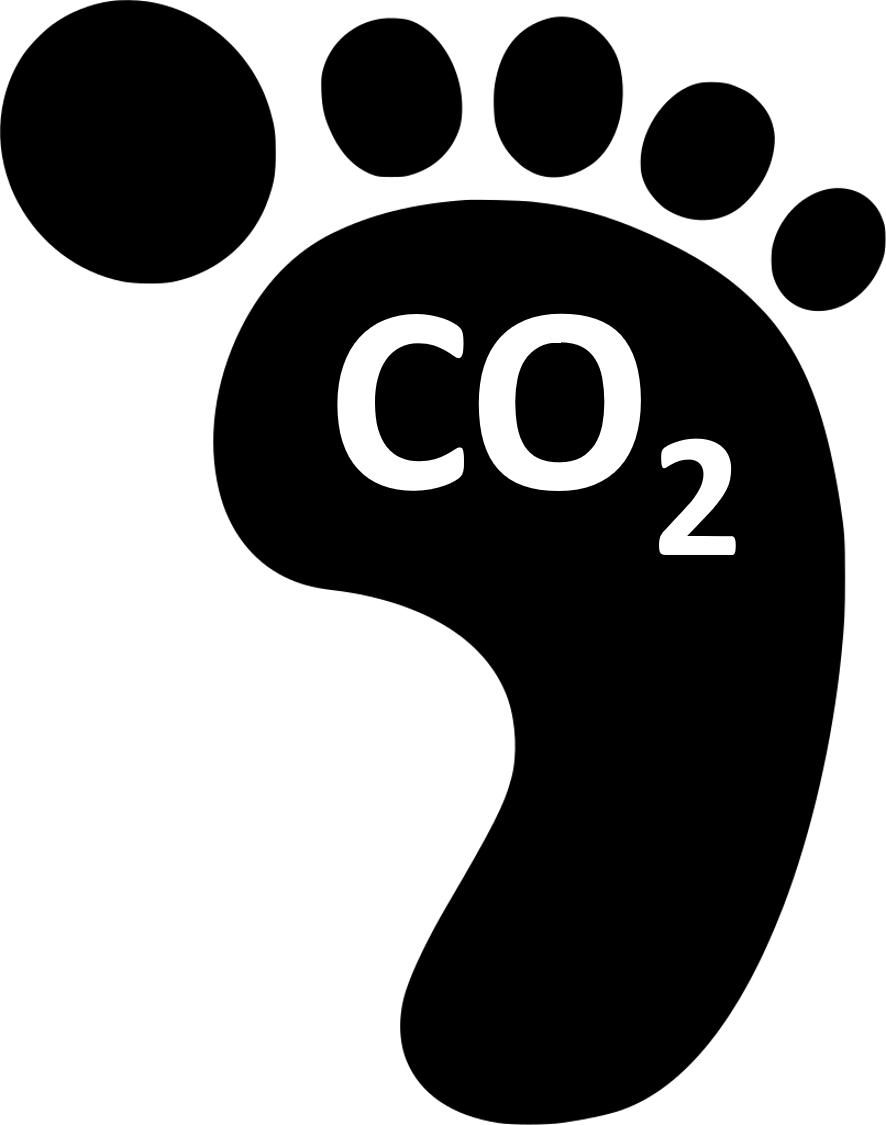
A pegada de carbono mede as emissões de gases de efeito estufa originadas da atividade humana.

### Eficiência energética e redução de emissões
Uma abordagem importante para a computação sustentável é a co-design de algoritmos e hardware para melhorar a eficiência energética. A utilização de GPUs em vez de CPUs para inteligência artificial e a transição de redes 3G para 5G são exemplos de como a eficiência energética pode ser melhorada. Além disso, a prolongação da vida útil de dispositivos como smartphones e tablets é uma das melhores ações para reduzir a pegada de carbono digital.

## Principal exemplo de computação sustentável
A nuvem sustentável é o principal exemplo de tecnologia verde mais sustentável da TI, trata-se de um sistema de armazenamento de dados ilimitados que permite a utilização de um espaço web para esse fim, ao contrário de usar computadores e outros dispositivos de memória física.
Segundo pesquisas, a migração para nuvem nas empresas ao redor do mundo conseguiria reduzir a emissão de carbono em 60 milhões de toneladas por ano, o que equivale a retirar 22 milhões de carros das ruas. O impacto dessa tecnologia atualmente é visto como a solução mais sustentável para o problema ambiental que o avanço digital pode trazer. Cerca de 70% dos pioneiros nessa transformação verde estão utilizando a nuvem híbrida para alcançar seus objetivos mais sustentáveis.

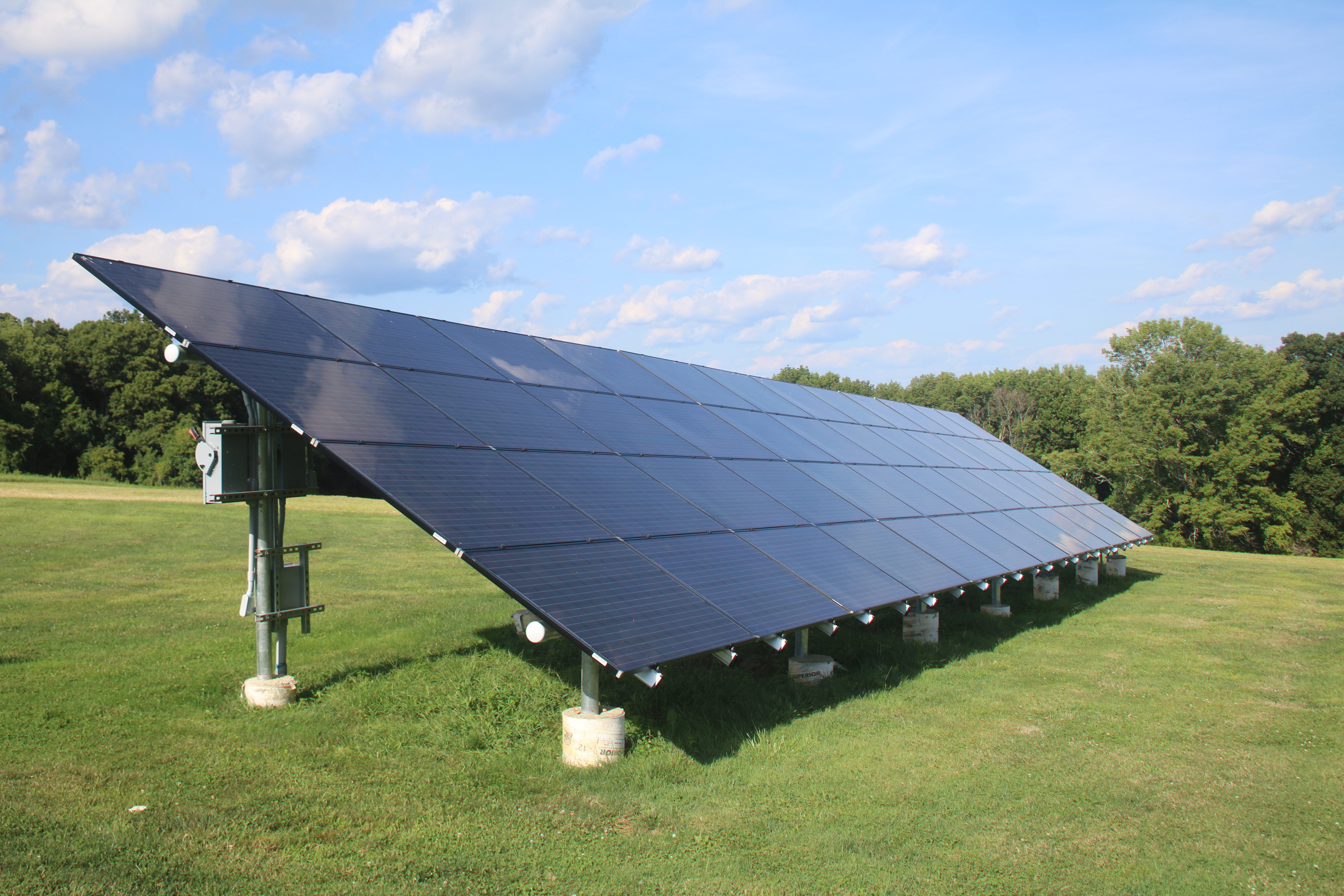
Painéis Solares, fonte de energia de baixa emissão de carbono.

## Inovação e sustentabilidade em TIC
Empresas e centros de dados estão adotando designs mais eficientes e fontes de energia renováveis. Por exemplo, cinco centros de dados do Google operam com mais de 90% de energia livre de carbono. Outras práticas incluem a utilização de data centers verdes, descarte e reciclagem apropriados, além do uso de fontes alternativas de energia.

## O papel das TICs na sustentabilidade
Por um lado, a produção e descarte de dispositivos eletrônicos contribuem significativamente para a poluição e o consumo de recursos naturais. Por outro lado, as TICs podem facilitar práticas mais sustentáveis, como teletrabalho, aprendizado online, monitoramento remoto de energia e gestão eficiente dos recursos.

###### Desafios
- Consumo de Energia: Os centros de dados, essenciais para o funcionamento da internet e serviços baseados em nuvem, consomem grandes quantidades de energia, o que contribui para as emissões de carbono.

- Descarte Eletrônico: A programação que as empresas adotam de uma curta expectativa de vida  de dispositivos eletrônicos leva a um aumento no lixo eletrônico, que é difícil de reciclar e contém materiais perigosos.

- Mineração de Dados: Processos intensivos em dados, como machine learning, exigem grandes quantidades de energia e recursos computacionais.[10]

###### Oportunidades
- Economia Circular: Adotar modelos de economia circular pode reduzir o impacto ambiental através da reutilização, reparo e reciclagem de dispositivos eletrônicos.

- Eficiência Energética: Investimentos em tecnologias verdes, como fontes de energia renovável e sistemas de refrigeração eficientes, podem diminuir o consumo de energia dos centros de dados.

- Inovação em Software: Desenvolver algoritmos e software mais eficientes pode minimizar o uso de recursos computacionais e, consequentemente, a demanda por energia.[10]

###### Casos de Sucesso
Vários exemplos ilustram como a inovação nas TIC está sendo aplicada para promover a sustentabilidade, algumas empresas utilizam energia renovável para alimentar seus centros de dados e investem em projetos de eficiência energética, outras comprometem-se a tornar sua cadeia de suprimentos de carbono negativo até 2030 e algumas visam tornar todos os seus produtos a partir de materiais 100% reciclados ou renováveis.
A sustentabilidade nas Tecnologias da Informação e Comunicação (TIC) é um desafio que exige uma abordagem cuidadosa em todas as etapas do ciclo de vida dos dispositivos eletrônicos. Isso inclui desde o design até o descarte responsável após o uso. A inovação é chave neste processo, pois nos ajuda a encontrar maneiras inteligentes de reduzir o impacto ambiental sem frear o progresso tecnológico.
Ao entendermos que inovação e sustentabilidade devem caminhar juntas, é possível construir um futuro digital que é avançado e cuidadoso com o meio ambiente. Isso significa usar a tecnologia de uma forma que ajude a proteger nosso planeta enquanto continua avançando e melhorando nossa vida.

## Como contribuir com a Computação Sustentável
Para que a Computação Sustentável seja realmente implementada, é necessário que haja cuidado com as questões de sustentabilidade, tanto por parte dos fabricantes quanto dos consumidores. Ou seja, todos precisam adotar ações sustentáveis na prática.

### O que os fabricantes podem fazer
A preocupação com a sustentabilidade não deve ser restrita aos consumidores, muito pelo contrário, deve começar desde o momento de fabricação. Um grande exemplo disso, é o computador chamado AiMOS (Artificial Intelligence Multiprocessing Optimized System), desenvolvido devido uma colaboração entre a IBM, Empire State Development e NY CREATEs. Além de ser um dos computadores mais eficientes, é usado para o desenvolvimento de chips de computação também com alta eficiência em termos energéticos.
Essa é uma boa forma de mostrar a grande importância dos fabricantes nessa temática de sustentabilidade, apresentando a preocupação das empresas em gerar um produto eficiente, minimizando o consumo de energia e reduzindo o impacto ambiental.

### O que a população pode fazer
É importante destacar que a população também desempenha um papel fundamental, afinal, a computação sustentável não se restringe apenas às grandes organizações; cada indivíduo pode fazer também a sua parte.
Algumas formas de colocar em prática esse papel incluem: optar pelo uso de funções como o modo de hibernação, ajustar o brilho da tela ou simplesmente desligar o computador ao final do dia. Qualquer forma de gerenciamento de energia será útil, uma vez que ajudará a reduzir o consumo.
Além disso, recarregar cartuchos em vez de comprar novos é outra maneira de contribuir para a sustentabilidade, diminuindo assim, a quantidade de resíduos gerados.
Cabe ressaltar que os consumidores podem contribuir não apenas no uso e no descarte, mas também no momento da compra. Dessa forma, ao escolher um equipamento, é importante optar sempre pelo dispositivo mais eficiente. Nesse caso, as classificações Energy Star são consideradas um bom guia para decidir qual produto comprar, uma vez que fornecem a eficiência dos aparelhos.

## Desafios e perspectivas futuras
Apesar dos avanços, a demanda crescente por computação em áreas como aprendizado de máquina, IA, jogos e blockchain continua a desafiar os esforços de sustentabilidade. Parcerias entre academia e indústria são cruciais para amplificar o impacto dessas iniciativas.
A necessidade de tecnologias mais eficientes, como hardware de baixo consumo energético e soluções baseadas em energias renováveis, é urgente para enfrentar esses desafios. Além disso, as empresas enfrentam dificuldades ao integrar práticas sustentáveis em processos existentes, muitas vezes devido à complexidade em equilibrar inovação tecnológica com responsabilidade ambiental. As perspectivas futuras envolvem maior adoção de economia circular, otimização de eficiência energética e o desenvolvimento de software e algoritmos mais conscientes quanto ao uso de recursos.
Para empresas, a identificação de tecnologias, sistemas e ferramentas sustentáveis que possam substituir as já existentes na corporação apresenta uma complexidade significativa. Além disso, gerenciar todo o ciclo de mudanças de forma a minimizar os impactos negativos é uma tarefa desafiadora. É essencial também alinhar o negócio às expectativas e preferências dos clientes, garantindo sua satisfação contínua. Por fim, otimizar os recursos de testes é crucial para assegurar que tudo permaneça sob controle e que a qualidade não seja comprometida.